# Минквиц, Юлий Фёдорович
Юлий Фёдорович Минквиц (1807—1870) — российский генерал-лейтенант, дербентский губернатор, участник Кавказских походов, начальник Кавказского округа Отдельного корпуса жандармов.
Родился в 1807 году, происходил из дворян острова Эзель. В военную службу вступил в 1831 году унтер-офицером в Ольвиопольский гусарский полк и сразу же принял участие в Польском походе. Находился в сражениях в повстанцами при Вавре, под стенами Праги и на Гроховских полях, под Минском, Остроленкой, при штурме Праги и занятии Варшавы; 10 октября за отличие был произведён в корнеты. В 1832 году переведён в Ахтырский гусарский полк, в 1834 году произведён в поручики и с 1835 года служил в уланском великого князя Михаила Павловича полку.
В 1836 году Минквиц был прикомандирован к Отдельному Кавказскому корпусу, совершил поход против горцев за Кубань. С 1837 года являлся адъютантом главноуправляющего Корпусом горных инженеров графа Е. Ф. Канкрина и состоял при генерале Фези, с которым совершил экспедицию в Чечню. В 1839 году произведён в штабс-ротмистры и находился в Ичкерийской экспедиции, был в боях с горцами при Ахмет-тала, Балансу, Буртунае, Аргуни (в этом сражении получил пулевые раны в локоть правой руки и правую голень), при занятии Чиркаты и Ашильты. Участвовал в осаде Ахульго и взятии Сурхаевой башни. За отличие в этом походе Минквиц был награждён орденом Св. Владимира 4-й степени с бантом и зачислен в Лейб-гвардии гусарский полк поручиком.
В 1841 году произведён в штабс-ротмистры гвардии, в 1843 году в ротмистры. В 1844 году сражался с горцами в Чечне и Дагестане. В 1845 году назначен адъютантом к М. С. Воронцову и совершил Даргинский поход, за отличие в этой кампании получил чин полковника. В 1846 и 1847 года сражался в Чечне, за отличие при штурме Гергебиля и взятии аула Салты 15 января 1848 года был награждён золотой саблей с надписью «За храбрость», а за отличие при штурме Гергебиля 1848 года получил орден Св. Владимира 3-й степени.
23 августа 1849 года произведён в генерал-майоры с зачислением по кавалерии при Отдельном Кавказском корпусе. В 1850 году назначен губернатором Дербента и управляющим Дербентской губернией.
6 декабря 1856 года получил в командование VI (Кавказский) округ Отдельного корпуса жандармов и 30 августа 1858 года произведён в генерал-лейтенанты. Скончался 10 февраля 1870 года.
Его брат Александр был генералом от инфантерии и командовал Харьковским военным округом. Сын Александр был полковником.
Граф К. К. Бенкендорф вспоминал о совместной службе с Минквицем на Кавказе:

Минквиц — самый весёлый и самый приятный товарищ в компании; городская жизнь и «Friedenzeit», как называет он мирное время, совсем ему не по нутру; женщина делает его сентиментальным и мечтательным. В Минквице есть что-то среднее между немецким студентом и русским кавалерийским офицером, но, прежде всего, он достойнейший и благородный представитель нашей доброй расы, которая искренне восприняла всё хорошее от русских, <…> но и не отказываясь одновременно от происхождения своих предков.

Доктор Э. С. Андреевский, бывший вместе с Минквицем в Даргинском походе, описывая друга Минквица М. П. Щербинина, отмечал:

Весёлость характера (Щербинина) разливалась и на других. После обеда он всегда находил средства забавить гостей какою-нибудь фарсою и между прочим танцевал несколько раз лезгинку с графом Гейденом и бароном Минквицем, которая надолго остаётся в памяти каждого. Нельзя представить себе что-нибудь более комическое.

## Награды
Среди прочих наград Минквиц имел следующие:
- Польский знак отличия за военное достоинство (Virtuti Militari) 5-й степени (1831 год)
- Орден Святой Анны 3-й степени с бантом (1838 год)
- Орден Святого Владимира 4-й степени с бантом (1839 год)
- Орден Святой Анны 2-й степени с императорской короной (1847 год)
- Золотая сабля с надписью «За храбрость» (15 января 1848 года)
- Орден Святого Владимира 3-й степени (1848 год)
- Орден Святого Георгия IV класса (за беспорочную выслугу 25 лет в офицерских чинах, 26 ноября 1850 года, № 8346 по кавалерскому списку Григоровича — Степанова).
- Орден Святого Станислава 1-й степени (25 декабря 1851 года)
- Орден Святой Анны 1-й степени с мечами (1856 год)
- Орден Святого Владимира 2-й степени с мечами (1860 год)
- Орден Белого орла (1865 год)
- Персидский орден Льва и Солнца 2-й степени за звездой (1860 год)